# Leichtathletik-Weltmeisterschaften 1995/Hammerwurf der Männer

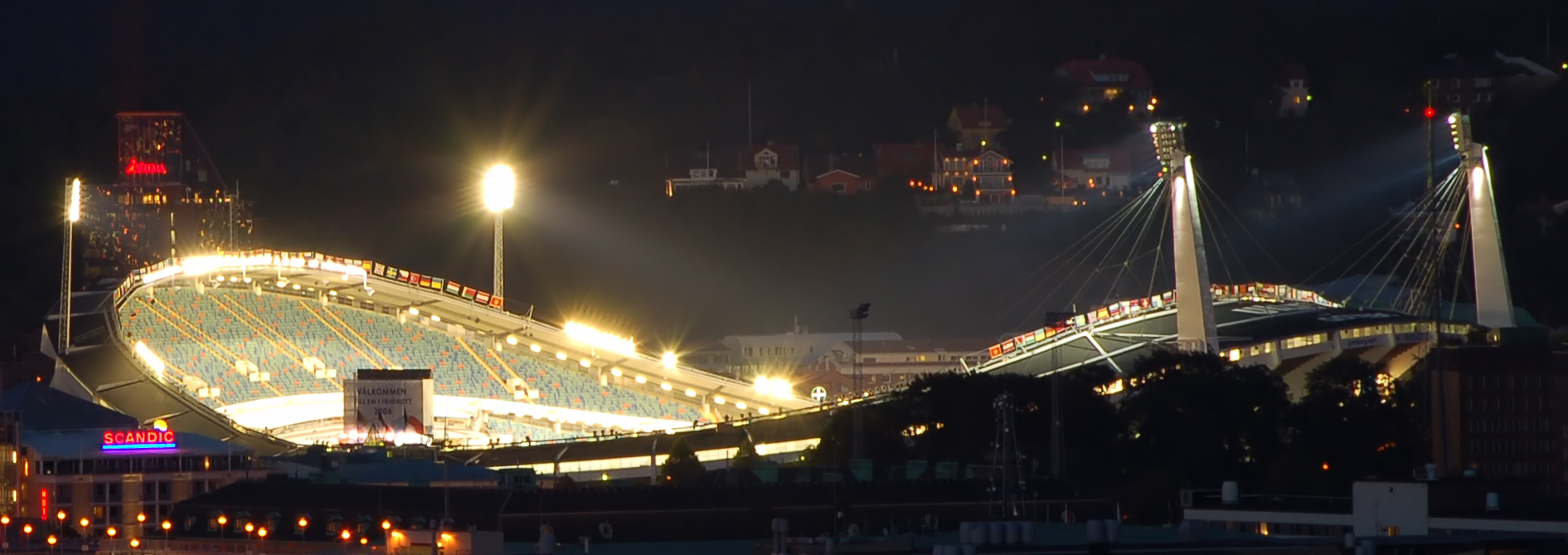
Das Göteborger Ullevi-Stadion im Jahr 2006

Der Hammerwurf der Männer bei den Leichtathletik-Weltmeisterschaften 1995 wurde am 5. und 6. August 1995 im Göteborger Ullevi-Stadion ausgetragen.
Weltmeister wurde der Titelverteidiger und Olympiasieger von 1992 Andrei Abduwalijew aus Tadschikistan. Er gewann vor dem belarussischen Olympiazweiten von 1992, zweifachen Vizeweltmeister (1991/1993), Europameister von 1990 und Vizeeuropameister von 1994 Ihar Astapkowitsch. Bronze ging an den ungarischen WM-Dritten von 1993 und Vizeeuropameister von 1990 Tibor Gécsek. So gab es auf den Medaillenrängen ein zu den letzten Weltmeisterschaften identisches Ergebnis.

## Bestehende Rekorde
| Weltrekord | 86,74 m | Jurij Sjedych   | EM 1986 in Stuttgart, BR Deutschland | 30. August 1986   |
| WM-Rekord  | 83,06 m | Sergei Litwinow | WM 1987 in Rom, Italien              | 1. September 1987 |

Der bestehende WM-Rekord wurde bei diesen Weltmeisterschaften nicht eingestellt und nicht verbessert.

## Qualifikation
43 Teilnehmer traten in zwei Gruppen zur Qualifikationsrunde an. Die Qualifikationsweite für den direkten Finaleinzug betrug 76,50 m. Fünf Athleten übertrafen diese Marke (hellblau unterlegt). Das Finalfeld wurde mit den sieben nächstplatzierten Sportlern auf zwölf Werfer aufgefüllt (hellgrün unterlegt). So mussten schließlich 75,48 m für die Finalteilnahme erbracht werden.

### Gruppe A

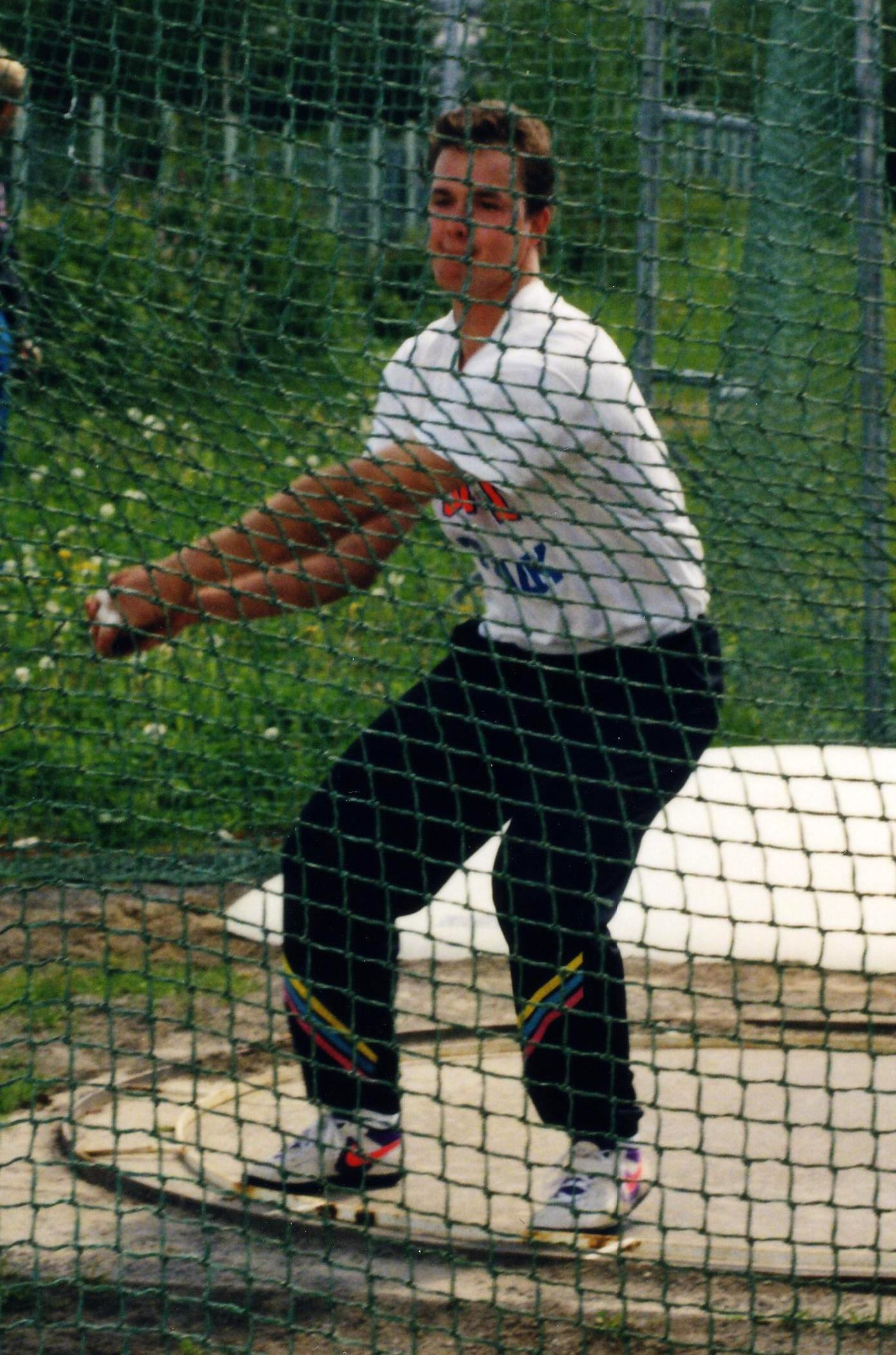
Mika Laaksonen erzielte 72,20 m und schied damit aus
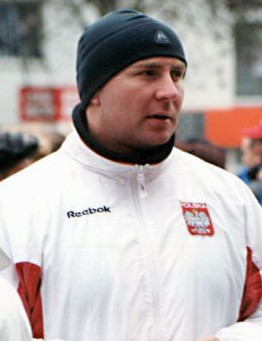
Szymon Ziółkowski – 71,84 m und damit nicht im Finale – seine großen Erfolge stellten sich ab dem Jahr 2000 ein

5. August 1995, 11:00 Uhr
| Platz | Name                  | Nation         | Resultat (m) |
| 1     | Ihar Astapkowitsch    | Belarus        | 79,12        |
| 2     | Lance Deal            | USA            | 76,70        |
| 3     | Tibor Gécsek          | Ungarn         | 76,64        |
| 4     | Alexandr Selesnjow    | Russland       | 75,16        |
| 5     | Ilja Konowalow        | Russland       | 75,78        |
| 6     | Oleksandr Krykun      | Ukraine        | 74,48        |
| 7     | Enrico Sgrulletti     | Italien        | 72,60        |
| 8     | Plamen Minew          | Bulgarien      | 72,60        |
| 9     | Per Karlsson          | Schweden       | 72,48        |
| 10    | Mika Laaksonen        | Finnland       | 72,20        |
| 11    | Szymon Ziółkowski     | Polen          | 71,84        |
| 12    | Zoltán Fábián         | Ungarn         | 71,06        |
| 13    | Gilles Dupray         | Frankreich     | 70,46        |
| 14    | Claus Dethloff        | Deutschland    | 69,64        |
| 15    | José Manuel Pérez     | Spanien        | 68,42        |
| 16    | Pavel Sedláček        | Tschechien     | 67,94        |
| 17    | Peter Vivian          | Großbritannien | 67,28        |
| 18    | Vitaliy Khozhatelyov  | Usbekistan     | 66,46        |
| 19    | Waleed al-Bekheet     | Kuwait         | 61,50        |
| 20    | Agustin Jarina        | Philippinen    | 49,98        |
| NM    | Christos Polychroniou | Griechenland   | ogV          |
| DNS   | Heinz Weis            | Deutschland    |              |

### Gruppe B
5. August 1995, 13:00 Uhr
| Platz | Name               | Nation        | Resultat (m) |
| 1     | Andrei Abduwalijew | Tadschikistan | 79,18        |
| 2     | Balázs Kiss        | Ungarn        | 78.04        |
| 3     | Raphael Piolanti   | Frankreich    | 76,26        |
| 4     | Sjarhej Alaj       | Belarus       | 75,36        |
| 5     | Wadim Kolesnik     | Ukraine       | 74,86        |
| 6     | Marko Wahlman      | Schweden      | 74,60        |
| 7     | Tore Gustafsson    | Schweden      | 74,44        |
| 8     | Sean Carlin        | Australien    | 73,86        |
| 9     | Christophe Épalle  | Frankreich    | 73,62        |
| 10    | Karsten Kobs       | Deutschland   | 72,96        |
| 11    | Jüri Tamm          | Estland       | 72,66        |
| 12    | Wassili Sidorenko  | Russland      | 71,78        |
| 13    | Lasse Akselin      | Finnland      | 70,82        |
| 14    | Kevin McMahon      | USA           | 69,14        |
| 15    | Jan Bielecki       | Dänemark      | 68,80        |
| 16    | Hakim Toumi        | Algerien      | 68,36        |
| 17    | Roman Linscheid    | Irland        | 68,34        |
| 18    | Kōji Murofushi     | Japan         | 67,06        |
| 19    | Andrés Charadía    | Argentinien   | 66,34        |
| 20    | Cherif El Hennawi  | Ägypten       | 65,66        |
| 21    | Brentt Jones       | Norfolkinsel  | 50,52        |
| NM    | Alberto Sánchez    | Kuba          | ogV          |

In der Qualifikation aus Gruppe B ausgeschiedene Hammerwerfer:

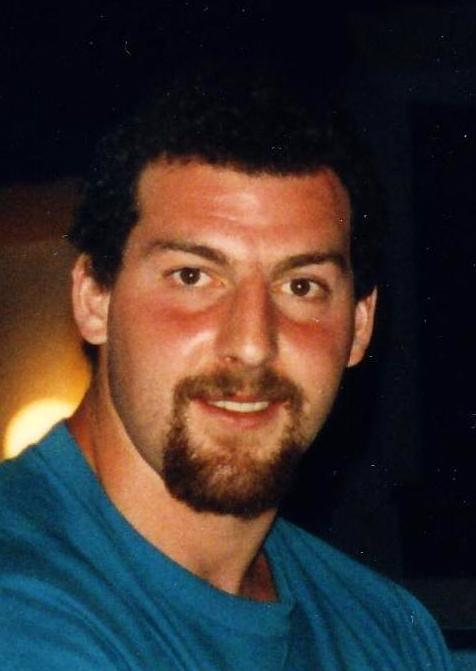
Christophe Épalle – 73,62 m
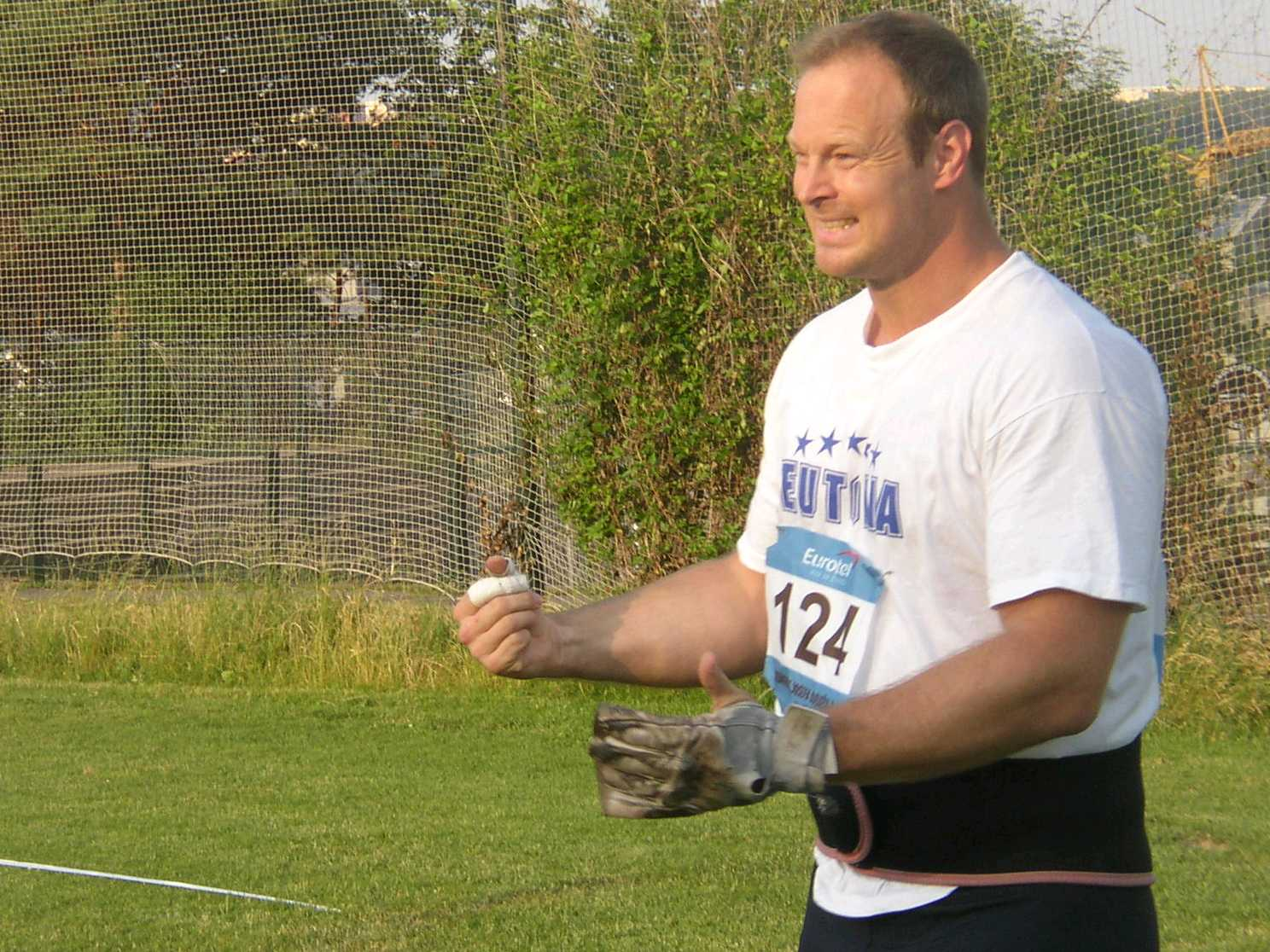
Karsten Kobs – 72,96 m, vier Jahre später wurde er Weltmeister
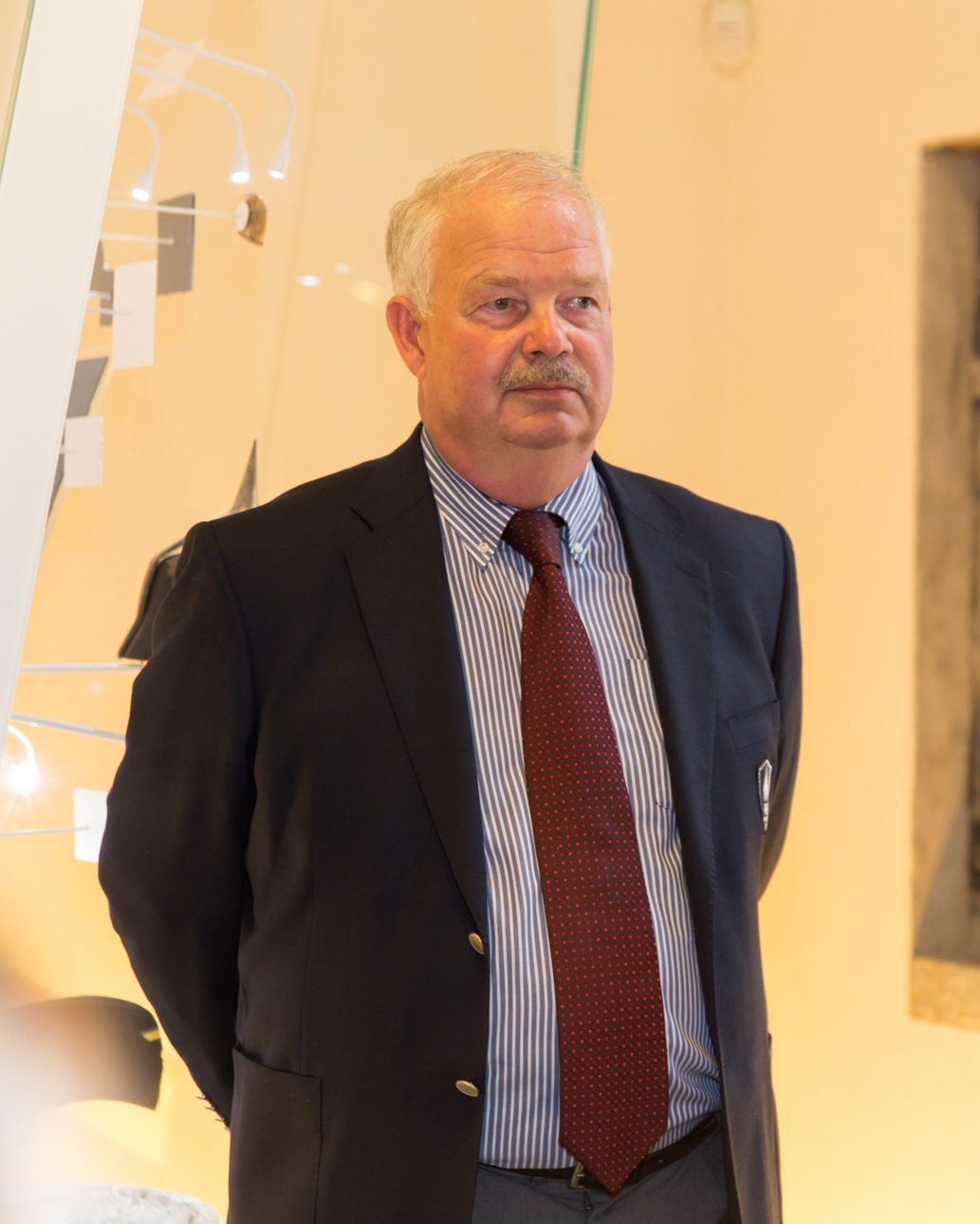
Jüri Tamm (Foto: 2017) – 72,66 m, 1983 war er Vizeweltmeister, 1980 Olympiazweiter und 1988 Olympiadritter
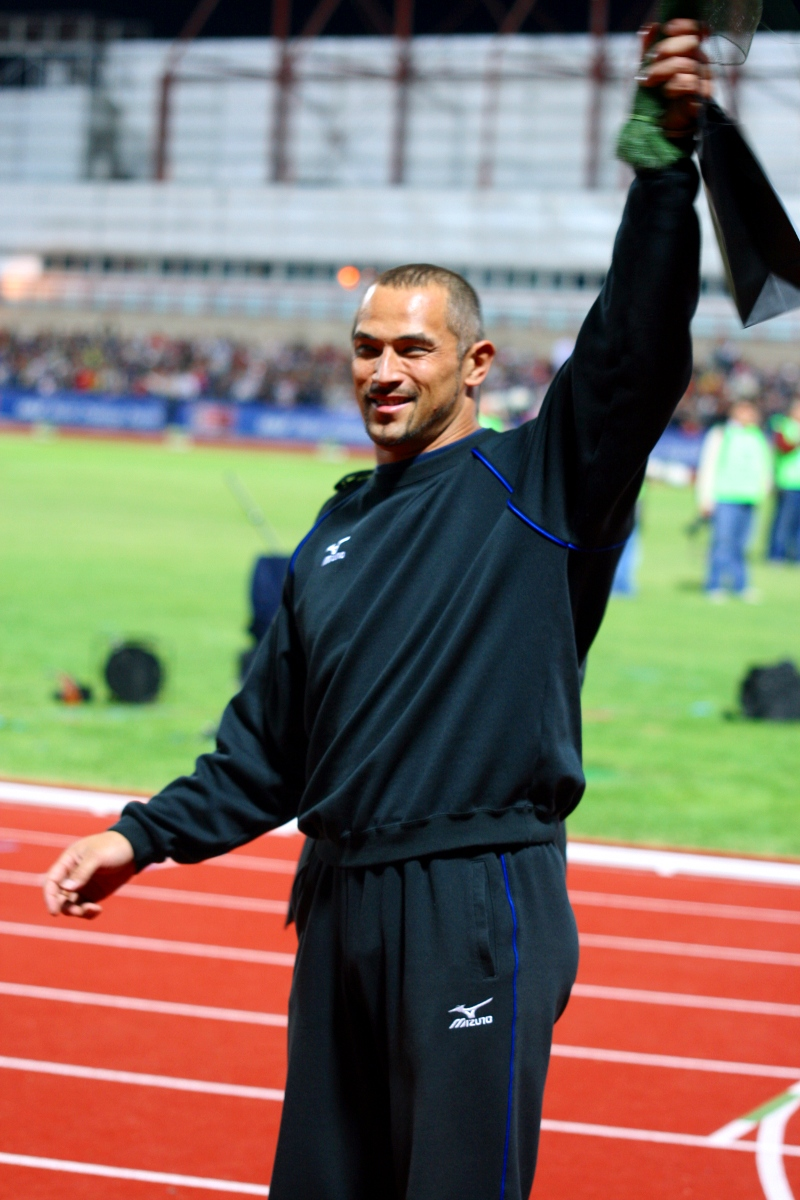
Kōji Murofushi – 67,06 m, er sollte in den kommenden Jahren noch große Erfolge feiern

## Finale
6. August 1995, 14:15 Uhr
Anmerkung: Das Symbol „x“ bedeutet „ungültig“.
| Platz | Name               | Nation        | Resultat (m) | 1. Versuch (m)                          | 2. Versuch (m)                          | 3. Versuch (m)                          | 4. Versuch (m)                         | 5. Versuch (m)                         | 6. Versuch (m)                         |
| 1     | Andrei Abduwalijew | Tadschikistan | 81,56        | 77,68                                   | 79,10                                   | 78,22                                   | 80,12                                  | 79,00                                  | 81,56                                  |
| 2     | Ihar Astapkowitsch | Belarus       | 81,10        | x                                       | 79,02                                   | 79,98                                   | 81,10                                  | 80,58                                  | 80,26                                  |
| 3     | Tibor Gécsek       | Ungarn        | 80,98        | 79,20                                   | 80,40                                   | 77,94                                   | 80,98                                  | x                                      | x                                      |
| 4     | Balázs Kiss        | Ungarn        | 79,02        | 79,02                                   | 77,84                                   | 78,70                                   | 78,18                                  | 77,46                                  | x                                      |
| 5     | Lance Deal         | USA           | 78,66        | x                                       | 73,12                                   | 76,24                                   | 77,86                                  | 78,12                                  | 78,66                                  |
| 6     | Sjarhej Alaj       | Belarus       | 76,66        | 74,26                                   | 75,68                                   | 76,66                                   | 71,84                                  | 75,38                                  | 75,74                                  |
| 7     | Ilja Konowalow     | Russland      | 76,50        | 75,84                                   | 75,52                                   | 76,50                                   | x                                      | 72,46                                  | 76,46                                  |
| 8     | Alexandr Selesnjow | Russland      | 76,18        | 76,18                                   | x                                       | x                                       | x                                      | x                                      | 72,02                                  |
| 9     | Raphael Piolanti   | Frankreich    | 75,98        | Ablauf in den Quellen nicht aufgelistet | Ablauf in den Quellen nicht aufgelistet | Ablauf in den Quellen nicht aufgelistet | nicht im Finale der besten acht Werfer | nicht im Finale der besten acht Werfer | nicht im Finale der besten acht Werfer |
| 10    | Oleksandr Krykun   | Ukraine       | 75,52        | Ablauf in den Quellen nicht aufgelistet | Ablauf in den Quellen nicht aufgelistet | Ablauf in den Quellen nicht aufgelistet | nicht im Finale der besten acht Werfer | nicht im Finale der besten acht Werfer | nicht im Finale der besten acht Werfer |
| 11    | Wadim Kolesnik     | Ukraine       | 75,18        | Ablauf in den Quellen nicht aufgelistet | Ablauf in den Quellen nicht aufgelistet | Ablauf in den Quellen nicht aufgelistet | nicht im Finale der besten acht Werfer | nicht im Finale der besten acht Werfer | nicht im Finale der besten acht Werfer |
| 12    | Marko Wahlman      | Schweden      | 73,02        | Ablauf in den Quellen nicht aufgelistet | Ablauf in den Quellen nicht aufgelistet | Ablauf in den Quellen nicht aufgelistet | nicht im Finale der besten acht Werfer | nicht im Finale der besten acht Werfer | nicht im Finale der besten acht Werfer |

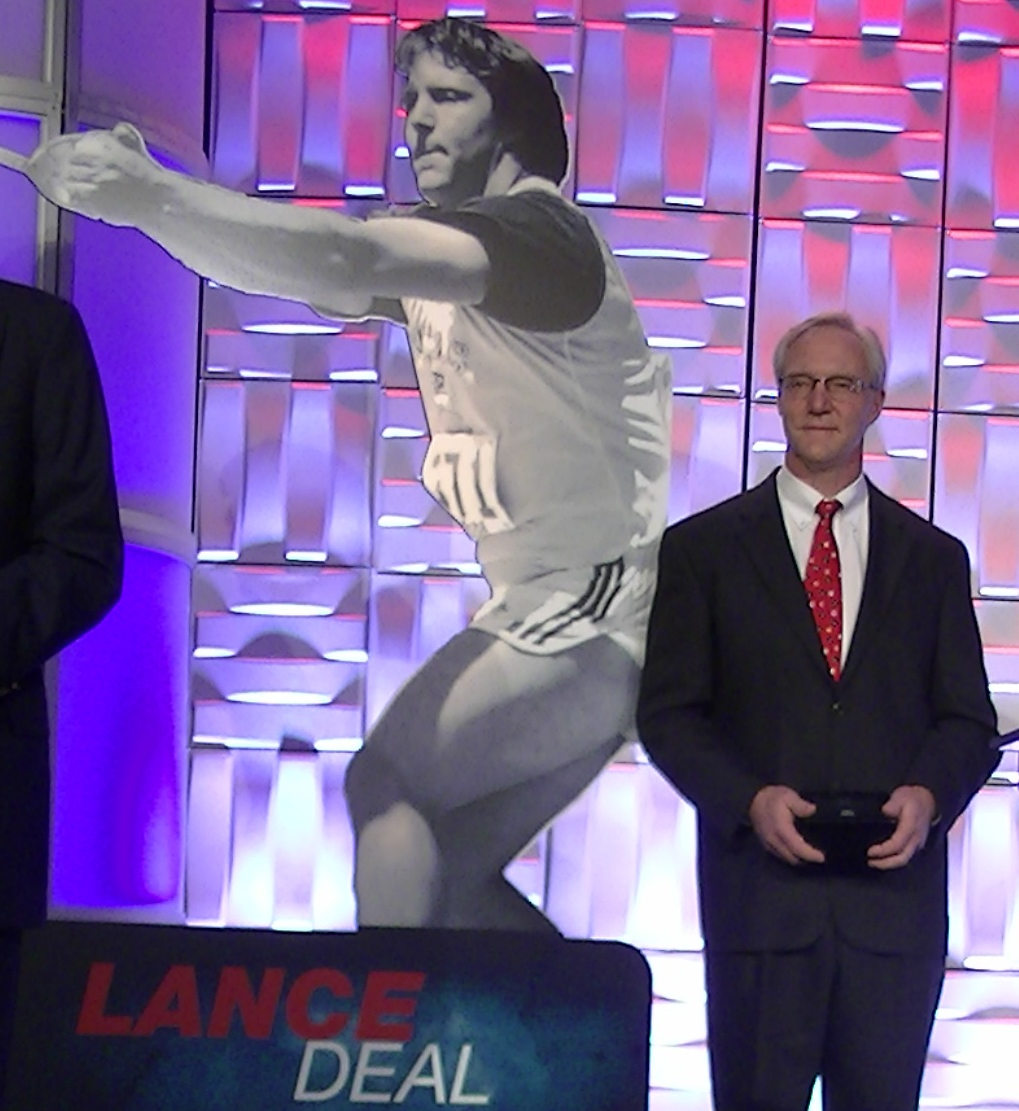
Lance Deal (hier im Jahr 2014 vor einem Bild aus seiner aktiven Zeit) belegte Rang fünf
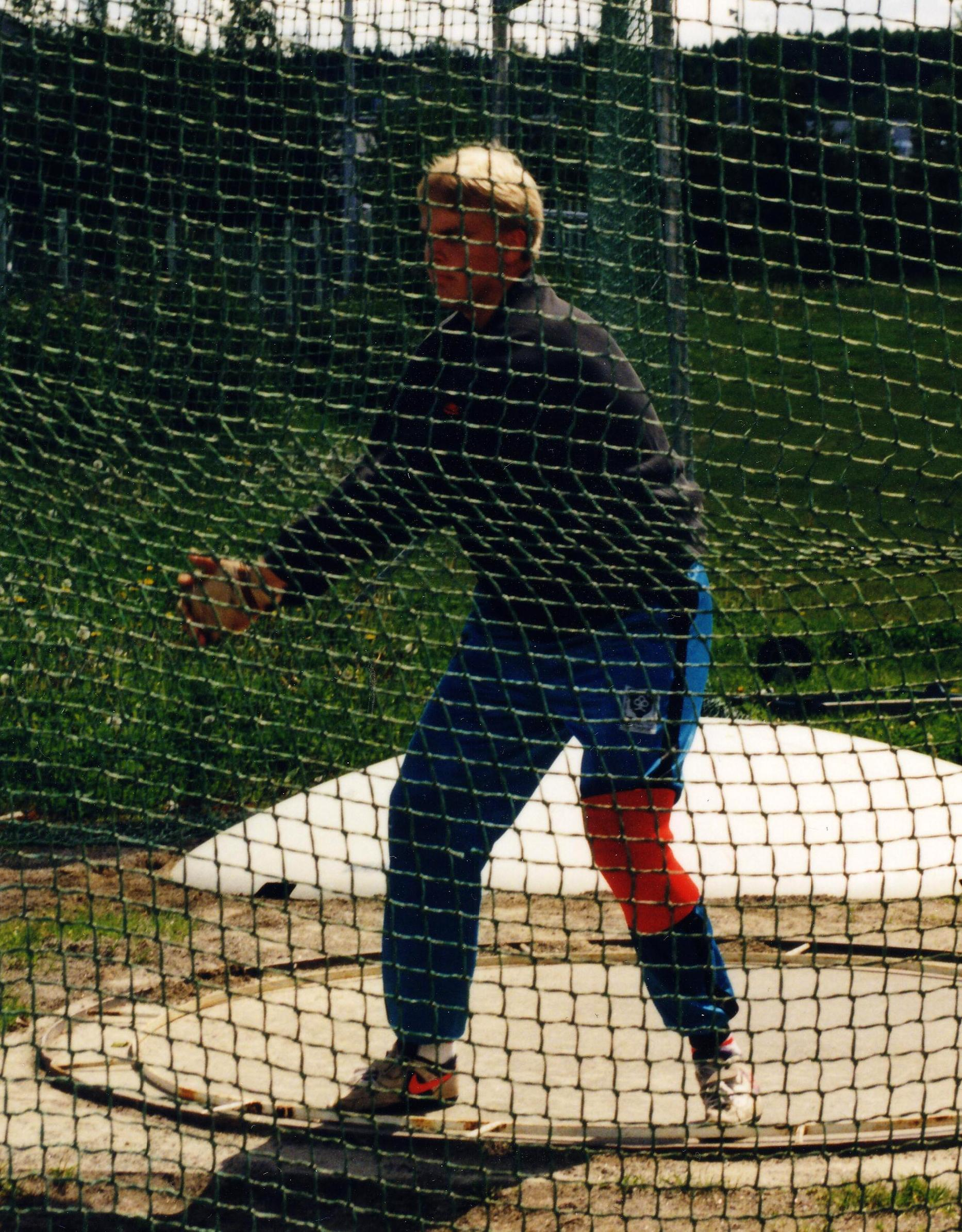
Der zwölftplatzierte Marko Wahlman

## Videolinks
- 5675 World Track and Field 1995 Hammer Men Andrey Abduvaliyev auf youtube.com, abgerufen am 3. Juni 2020
- 5655 World Track and Field 1995 Hammer Men Igor Astapkovich auf youtube.com, abgerufen am 3. Juni 2020
- 5667 World Track and Field 1995 Hammer Men Tibor Gécsek auf youtube.com, abgerufen am 3. Juni 2020
- One of the best hammer throwers: Balazs Kiss auf youtube.com, abgerufen am 3. Juni 2020